# FaceTime (Frenna)
FaceTime is een lied van de Nederlandse rapper Frenna. Het stond in 2021 op de A-kant van de single Champions leak en stond in hetzelfde jaar als elfde track op het album Highest van Frenna.

## Achtergrond
FaceTime is geschreven door Dyvancho Zammir Wever, Joshua Osei Asare, K. Frimpong en Francis Edusei en geproduceerd door Churchbwoy en Vanno. Het is een nummer dat past in het genre nederhop met effecten uit de highlife. In het lied, waarin een saxofoonsolo zit, zingt en rapt Frenna over een romantische en sensuele ontmoeting met een vrouw. Het lied stond op de single Champions leak, waar Maandag op de B-kant van stond.

## Hitnoteringen
De artiest had bescheiden succes met het lied in Nederland. Het stond op de 96e plaats van de Single Top 100 in de enige week dat het in deze hitlijst te vinden was. De Top 40 en haar Tipparade werden niet bereikt.